# Formação Weald Clay
A Formação Weald Clay, também conhecida simplesmente como Weald Clay, é uma unidade de rocha sedimentar do Cretáceo Inferior subjacente a áreas do Sudeste da Inglaterra, entre as Colinas do Norte e do Sul, em uma área chamada Bacia de Weald. É a unidade mais alta do Grupo Wealden de rochas na Bacia Weald, e a porção superior da unidade é equivalente em idade à porção exposta da Formação Wessex na Ilha de Wight. Ele consiste predominantemente em lamito com camadas finas.
A formação foi depositada em condições lagunares, lacustres e aluviais que variaram de água doce a salobra. A argila se alterna com outras litologias subordinadas, notavelmente leitos duros de pedra-ferro, calcário (Mármore de Sussex) e arenitos, incluindo a unidade de arenito calcário referida como a Pedra de Horsham. Ele tem um contato gradual e conformável com a Formação de Areia Tunbridge Wells subjacente e tem um contato brusco e inconformável com a Formação Atherfield Clay sobrejacente, uma unidade marinha rasa depositada após a transgressão marinha durante o Aptiano.

## Paleoambiente
A formação consiste em sedimentos dos andares Hauteriviano (Argila de Weald Inferior) a Barremiano (Argila de Weald Superior), com cerca de 136 à 125 milhões de anos. Fósseis diversos foram encontrados em camadas de argila representando água parada não marinha, que tem sido interpretada como um ambiente fluvial ou lamacento com águas rasas, lagoas e pântanos. Durante o Cretáceo Inferior, a área Weald de Surrey, Sussex e Kent foi parcialmente coberta pelo grande lago Wealden, de água doce a salobra. Dois grandes rios drenavam a área norte (onde hoje fica Londres), fluindo para o lago através de um delta de rio; a Bacia Anglo-Paris estava no sul. Seu clima era subtropical, semelhante ao da atual região mediterrânea. Como o Smokejacks Pit consiste em diferentes níveis estratigráficos, os táxons fósseis encontrados não são necessariamente contemporâneos. Os dinossauros da localidade incluem o terópode Baryonyx, ornitópodes Mantellisaurus, Iguanodon e pequenos saurópodes. Outros vertebrados da Weald Clay incluem crocodilos, pterossauros, lagartos (como Dorsetisaurus), anfíbios, tubarões (como Hybodus) e peixes ósseos (incluindo Scheenstia). Membros de dez ordens de insetos foram identificados, incluindo Valditermes, Archisphex e Pterinoblattina. Outros invertebrados incluem ostracodes, isopodes, conchostracanos e bivalves. As plantas Weichselia e a aquática e herbácea Bevhalstia eram comuns. Outras plantas encontradas incluem samambaias, cavalinhas, musgos e coníferas.